# Physical (альбом Оливии Ньютон-Джон)
Physical — одиннадцатый студийный альбом австралийской певицы Оливии Ньютон-Джон, выпущенный 13 октября 1981 года на лейблах EMI и MCA Records. Альбом был спродюсирован и частично написан Джон Фаррар. Пластинка стала одной из самых противоречивых и сексуальных в карьере Ньютон-Джон и её самым успешным студийным альбомом на сегодняшний день. В музыкальном плане альбом отличается значительным использованием синтезаторов, а в текстах поднимаются такие темы, как любовь и отношения, секс, кинестетика и защита окружающей среды. После выхода альбом получил положительные отзывы музыкальных критиков, многие из которых сочли его лучшей записью Ньютон-Джон. Альбом занял высокие позиции в нескольких странах, включая Австралию, Канаду и Соединённые Штаты, став одним из самых успешных альбомов начала 1980-х годов. Он также входит в число самых продаваемых альбомов австралийских сольных исполнителей, разошедшихся тиражом более десяти миллионов копий по всему миру.
Заглавный трек альбома также был коммерчески успешным. Он оставался 10 недель на вершине Billboard Hot 100, Ньютон-Джон разделила рекорд Дебби Бун с её хитом 1977 года «You Light Up My Life». Песня и музыкальное видео подверглись цензуре за сексуальные отсылки, или вовсе запрещены. Далее последовал сингл «Make a Move on Me», ещё один мировой хит, вошедший в десятку лучших. «Landslide», который не попал в большинство музыкальных чартов, имел музыкальное видео с участием бойфренда Ньютон-Джон (а позже мужа) Мэтта Латтанци, которому она посвятила альбом. Была выпущена видеокомпиляция Olivia Physical, в которую вошли музыкальные клипы всех песен с альбома. Материал имел коммерческий и критический успех и принес Ньютон-Джон премию «Грэмми» за видео года.
В поддержку альбома певица отправилась в турне Physical Tour по Северной Америке в 1982 году, позже была издана его запись Olivia in Concert. Альбом Physical ознаменовал расцвет сольной карьеры Ньютон-Джон, закрепив её как одну из самых успешных женщин-артисток начала 1980-х годов.

## Список композиций
| №  | Название              | Автор(ы)                  | Длительность |
| -- | --------------------- | ------------------------- | ------------ |
| 1. | «Landslide»           | Джон Фаррар               | 4:23         |
| 2. | «Stranger’s Touch»    | Джон Фаррар, Стив Кипнер  | 3:47         |
| 3. | «Make a Move on Me»   | Джон Фаррар, Том Сноу     | 3:17         |
| 4. | «Falling»             | Джон Фаррар               | 3:44         |
| 5. | «Love Make Me Strong» | Терри Бриттен, Сью Шифрин | 3:08         |

| №                   | Название                         | Автор(ы)                  | Длительность |
| ------------------- | -------------------------------- | ------------------------- | ------------ |
| 1.                  | «Physical»                       | Стив Кипнер, Терри Шаддик | 3:43         |
| 2.                  | «Silvery Rain»                   | Хэнк Марвин               | 3:38         |
| 3.                  | «Carried Away»                   | Барри Гибб, Альби Галутен | 3:43         |
| 4.                  | «Recovery»                       | Джон Фаррар, Том Сноу     | 4:20         |
| 5.                  | «The Promise (The Dolphin Song)» | Оливия Ньютон-Джон        | 4:32         |
| Общая длительность: | Общая длительность:              | Общая длительность:       | 38:23        |

## Участники записи
Список составлен в соответствии с информацией базы данных Discogs, нумерация треков указана по изданию в формате компакт-диска.
Музыканты:
- Оливия Ньютон-Джон — ведущий и бэк-вокал
- Джон Фаррар — гитары (песни 1−10), вокодер (песни 1, 2), бас (песни 1−5, 8, 9, 10), бэк-вокал (песни 2−9), клавишные (песня 3), синтезаторы (песни 3, 7)
- Стив Люкатер — соло на гитаре (песня 6), акустическая гитара (песня 8)
- Майкл Боддикер[англ.] — синтезаторы (песни 1, 2, 4, 5, 7, 10), акустическое фортепиано (песня 5), вокодер (песня 5), PPG Wave 2[англ.] (песня 8)
- Том Сноу[англ.] — секвенсор (песни 3, 9), акустическое фортепиано (песня 8)
- Билл Куомо — синтезаторы (песни 4, 6)
- Джон Хоббс — Родес-пиано (песня 8), синтезаторы (песня 8)
- Дэвид Хунгейт — бас (песня 6)
- Карлос Вега[англ.] — ударные (песни 1, 2, 3, 5−8, 10), литавры (песня 1), перкуссия (песни 5, 6)
- Майк Боттс[англ.] — тарелки (песня 4), перкуссия (песня 7), барабаны (песня 9)
- Ленни Кастро[англ.] — ударные (песни 6, 9)
- Виктор Фельдман[англ.] — маримба (песня 9)
- Гэри Хербиг — валторна (песня 6)

| Технический персонал: - Джон Фаррар — продюсер - Дэвид Дж. Холман — запись, сведение - Уильям Боуден — инженер - Дуг Сакс — мастеринг-инженер - Майк Риз — мастеринг-инженер | Технический персонал: - Джордж Осаки — художественное руководство и дизайн - Майкл Кевин Ли — графика - Херб Ритц — фотографии - Армандо Косио — прическа и макияж - Флер Тимейер — дизайн костюмов, гидрокостюмов, гардероб, стилист |

Технический персонал  (переиздания):
- Уильям Боуден — ремастеринг 1998 года
- Гленн Эйрд — ремастеринг 1998 года
- Винни Веро — продюсер делюкс-версии переиздания
- Майк Хейнс — ремастеринг 2021 года на ENSO Mastering

## Позиции в хит-парадах
| Хит-парад (1981—1982)            | Высшая позиция |
| -------------------------------- | -------------- |
| Австралия (Kent Music Report)    | 3              |
| Великобритания (UK Albums Chart) | 11             |
| Германия (Offizielle Top 100)    | 30             |
| Канада (RPM Top Albums/CDs)      | 3              |
| Нидерланды (Album Top 100)       | 9              |
| Новая Зеландия (RMNZ)            | 8              |
| Норвегия (VG-lista)              | 8              |
| Португалия (Musica & Som)        | 5              |
| США (Billboard 200)              | 6              |
| Швеция (Sverigetopplistan)       | 3              |
| Япония (Oricon)                  | 5              |

| Хит-парад (2021)                    | Высшая позиция |
| ----------------------------------- | -------------- |
| Австралия (ARIA)                    | 13             |
| Великобритания (UK Album Downloads) | 85             |
| Великобритания (UK Album Sales)     | 73             |
| США (Billboard Top Album Sales)     | 52             |
| США (Billboard Top Catalog Albums)  | 17             |
| Шотландия (Scottish Albums Chart)   | 65             |
| Хит-парад (2022)                    | Высшая позиция |
| США (Billboard Top Album Sales)     | 30             |
| США (Billboard Vinyl Albums)        | 13             |

| Хит-парад (1982)               | Позиция |
| ------------------------------ | ------- |
| Австралия (Kent Music Report)  | 21      |
| Канада (RPM Year-End)          | 12      |
| США (Billboard Top Pop Albums) | 15      |

## Сертификации и продажи
| Регион | Сертификация  | Продажи    |
| --- | ------------- | ---------- |
| Австралия (ARIA) | Платиновый    | 150 000    |
| Бразилия | —             | 35 000     |
| Великобритания (BPI) | Золотой       | 100 000^   |
| Гонконг (IFPI Hong Kong)                                                                                                 | Золотой       | 10 000*    |
| Канада (Music Canada) | 4× Платиновый | 400 000^   |
| Новая Зеландия (RMNZ) | Золотой       | 7500^      |
| США (RIAA) | 2× Платиновый | 2 000 000^ |
| Япония | —             | 395 810    |
| * Данные о продажах приведены только на основе сертификации. ^ Данные о тиражах приведены только на основе сертификации. |               |            |